# Julia Karg
Julia Karg ist eine deutsche Filmeditorin.
Julia Karg schloss 2008 ihr Studium an der Filmakademie Baden-Württemberg im Studiengang Montage ab. Seit dieser Zeit ist sie als Filmeditorin tätig.
Für den Kinospielfilm "Wir sind jung. Wir sind stark." erhielt sie eine Nominierung "Bester Schnitt" 2015 vom Verband der deutschen Filmkritik und wurde auf dem 9. Festival Internazionale del Film di Roma 2014 mit dem AMC Best Editing Award ausgezeichnet.
2021 wurde sie von der Deutschen Akademie für Fernsehen in der Kategorie Filmschnitt für Das Geheimnis des Totenwaldes ausgezeichnet.
Ihr Schaffen umfasst fiktionale, als auch dokumentarische Fernsehproduktionen und Kinofilme. Julia Karg ist Mitglied im Bundesverband Filmschnitt Editor e.V. (BFS).

## Filmografie (Auswahl)
- 2009: Das Rudel (Dokumentarfilm)
- 2010: Egal was ich tue, sie lieben es... (Dokumentarfilm)
- 2011: Esther und die Geister (Dokumentarfilm)
- 2012: Freispielen im Iran (Dokumentarfilm)
- 2014: Hey Bunny (Kinospielfilm)
- 2014: Wir sind jung. Wir sind stark. (Kinospielfilm)
- 2015: Mülheim Texas – Helge Schneider hier und dort (Dokumentarfilm)
- 2016: Die Täter – Heute ist nicht alle Tage
- 2016: Tatort: Dunkelfeld
- 2016: Von Muslim zu Muslim (Dokumentarfilm)
- 2017: Ostfriesenkiller
- 2017: Charité (Fernsehserie, 3 Folgen)
- 2018–2020: Bad Banks (Fernsehserie, 12 Folgen)
- 2018: Die Auferstehung
- 2020: Das Geheimnis des Totenwaldes
- 2020: The Mopes (Miniserie, 3 Folgen)
- 2021: In einem Land, das es nicht mehr gibt (Kinospielfilm)
- 2022: Das Netz – Spiel am Abgrund
- 2023: Wann wird es endlich wieder so, wie es nie war (Kinospielfilm)
- 2024: Haus aus Glas (Miniserie, 6 Folgen)
- 2024: A Better Place (Fernsehserie)